# Córdoba (subte de Buenos Aires)
Córdoba es una estación del Subte de Buenos Aires perteneciente a la Línea H, se encuentra ubicada en la intersección de las avenidas Córdoba y Pueyrredón, en el límite de los barrios de Balvanera y Recoleta.
Posee una tipología subterránea con 2 andenes laterales y dos vías. Posee un vestíbulo superior que conecta las plataformas con los accesos en la calle mediante escaleras, escaleras mecánicas y ascensores; además posee indicaciones en braille en gran parte de sus instalaciones como así también baños adaptados y servicio de Wi-Fi público.

## Historia
Su construcción se inició el 17 de enero de 2012, y se inauguró el 18 de diciembre de 2015 junto a la estación Las Heras.

## Decoración
La estación posee murales con cerámica esmaltada de 15 centímetros cuadrados homenajeando a Edmundo Rivero como parte del paseo cultural del tango.

## Hitos urbanos
Se encuentran en las cercanías de esta:
- Universidad de Buenos Aires
  - Ciencias Económicas
  - Farmacia y Bioquímica
  - Medicina
  - Odontología
- Hospital de Clínicas José de San Martín
- Plaza Monseñor Miguel de Andrea
- Colegio N.º 15 Revolución de Mayo
- Colegio N.º 6 Manuel Belgrano
- Escuela Primaria Común N.º 23 Bernardino Rivadavia
- Centro Educativo de Nivel Secundario N° 24
- Universidad Nacional de las Artes (UNA)

## Imágenes

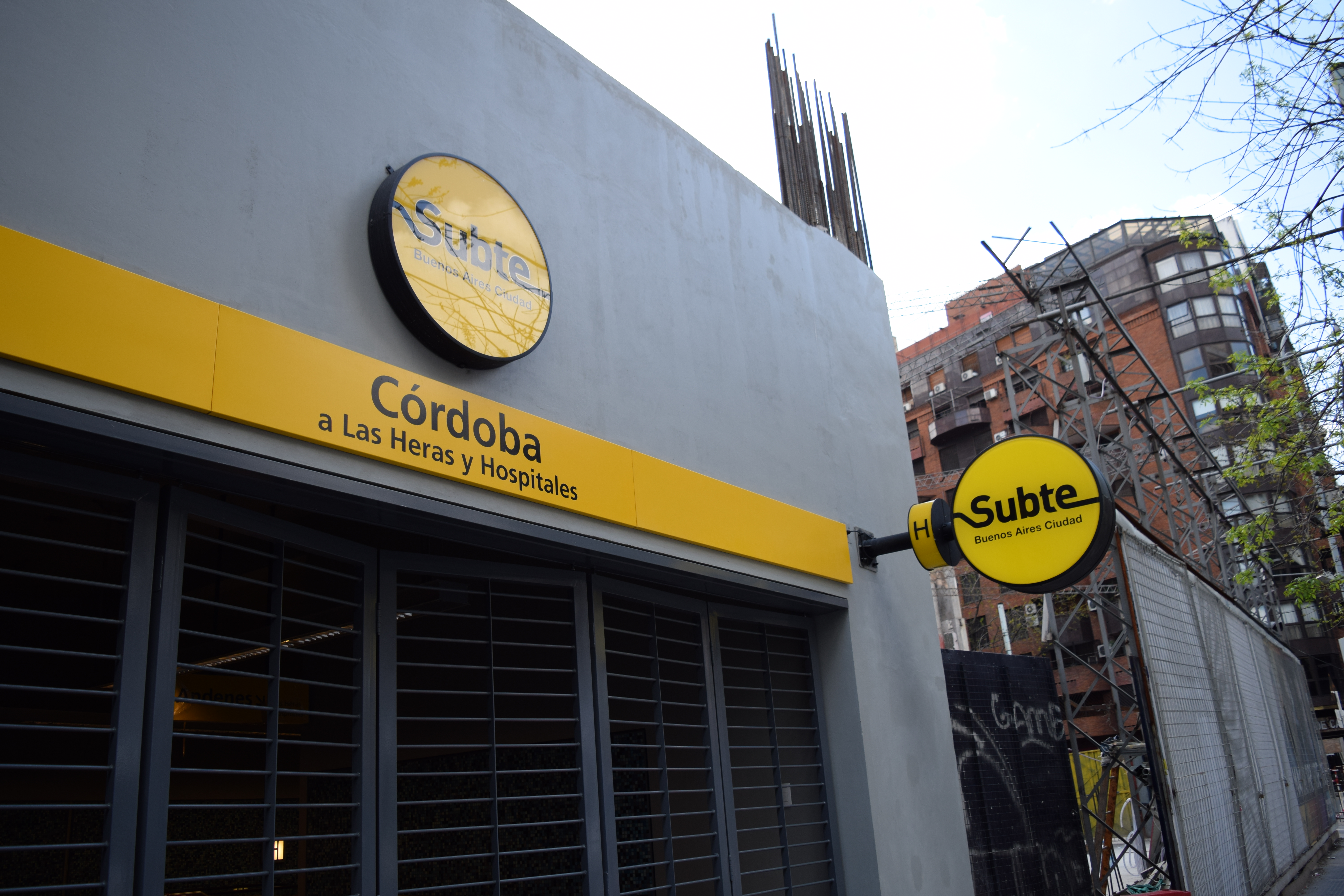
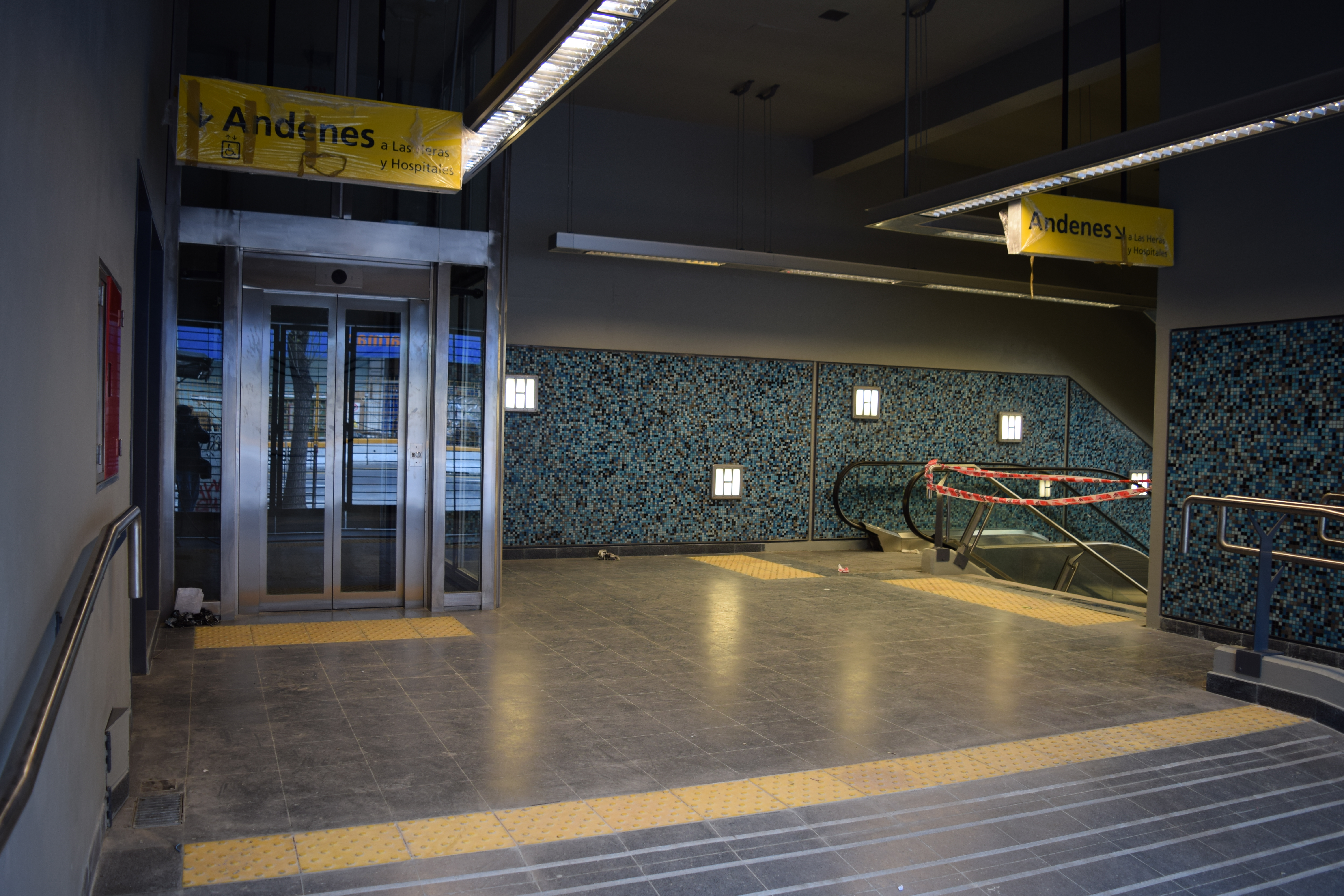
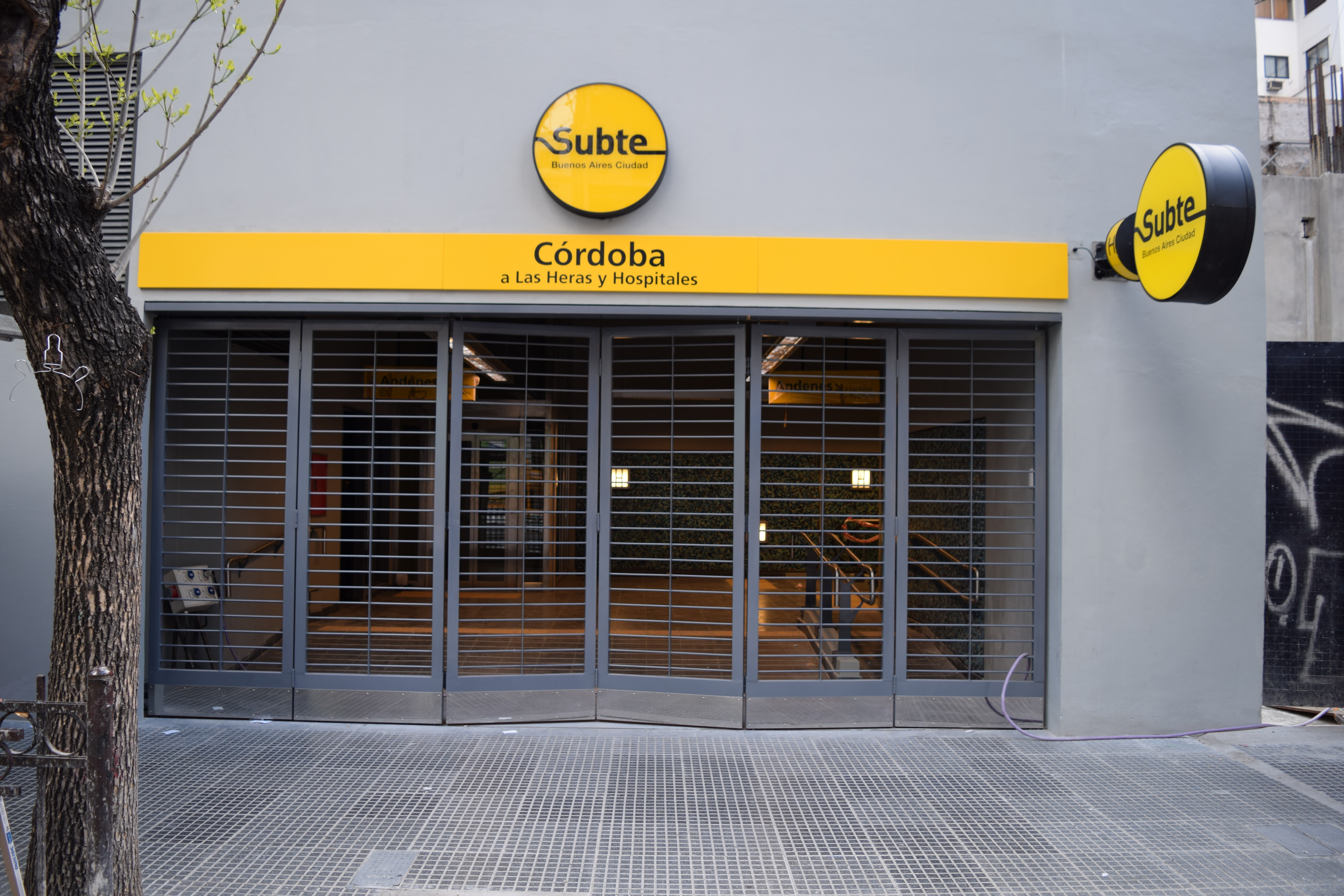
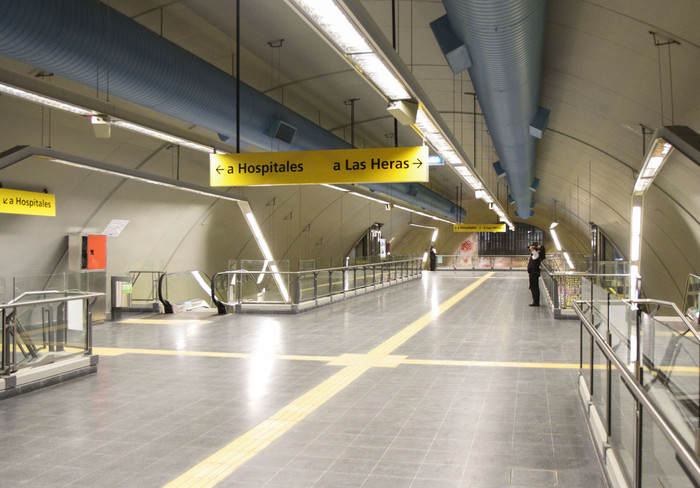